# Sagra (geslacht)
Sagra is een geslacht van kevers uit de familie bladkevers (Chrysomelidae).

## Kenmerken
De opvallend gekleurde kever heeft krachtige achterpoten met een gekromde schenen, een vierkant halsschild en stevige antennen. De achterpoten dienen als wapen bij onderlinge gevechten tussen mannetjes.

## Verspreiding en leefgebied
Deze soort komt voor in Afrika en Azië.